# دوري كرة القدم النرويجي الدرجة الأولى 1987
دوري كرة القدم النرويجي الدرجة الأولى 1987 (بالنرويجية: 2. divisjon fotball for menn 1987) هو الموسم 39 من الدوري النرويجي الدرجة الأولى. أشرف على تنظيمه اتحاد النرويج لكرة القدم، وكان عدد الأندية المشاركة فيه 24، وفاز فيه نادي سوغندال لكرة القدم.